# Autorretrete
Autorretrete es el sexto disco de estudio del grupo de punk rock español Mamá Ladilla. Fue grabado en Estudios Korsakov (Madrid) en los primeros meses de 2005, y fue el último disco que Llors Merino grabó con el grupo antes de su salida de la banda a finales de 2007. 
Consta de 18 pistas y fue lanzado en 2005 por BOA.

## Listado de canciones
1. Introrretrete
2. Camino de la ruina
3. Cunnilingus post mortem
4. Janfri Güein
5. Loli lee
6. Precisamente aquí
7. Me avergüenzo
8. El mofeta Elías
9. Dolor a mierda
10. Sucedió en Beckelar
11. Soberbia
12. Todo a cien
13. Yonkis go home
14. Cumpleaños feliz
15. Una sola ley
16. Caperucita a ciegas
17. Horchata azul
18. Surfin papa[2]

## Créditos
- Juan Abarca — guitarra y voz
- Llors Merino — bajo y coros
- Ferro — batería